# Jonny Nilsson
Jonny Nilsson (n. 9 februarie 1943, Comuna Filipstad, Comitatul Värmland, Suedia – d. 22 iunie 2022) a fost un patinator de viteză ce a reprezentat Suedia, medaliat olimpic. A participat la 2 ediții ale Jocurilor Olimpice (1964, 1968) în care a câștigat o medalie de aur.